# روبرت فورست بورغس
روبرت فورست بورغس (بالإنجليزية: Robert Forrest Burgess)‏ (30 نوفمبر 1927)؛ روائي أمريكي.